# Proteína membranar

Esquema do metabolismo da glicose contendo a proteína membranar, GLUT4.

Proteínas membranares ou proteínas de membrana são proteínas que interagem com membranas biológicas. Estas proteínas são o alvo de mais de metade de todos os fármacos modernos. Estima-se que 20 a 30% dos genes na maior parte dos genomas codifiquem proteínas membranas. Saem do núcleo celular para a membrana.
As proteínas membranares realizam diversas funções essenciais à sobrevivência dos organismos:
- As proteínas recetoras de membrana retransmitem sinais entre o ambiente interno e externo das células.
- As proteínas de transporte deslocam as moléculas e os iões através da membrana.
- As enzimas de membrana podem ter diversa funções, como a oxirredutase, transferase ou hidrolase.
- As moléculas de adesão celular permitem que as células se identifiquem entre si e interajam.